# エリバ・アダド2世
エリバ・アダド2世（Erība-Adad II、mSU-dIM、「アダド神はお戻りになった」）はアッシリアの王。前1056/1055年-前1054年に在位し、『アッシリア王名表』において第94代のアッシリア王として現れる。アッシュル・ベル・カラの息子であり、その地位を受け継いだ。短期間の在位の後、おじのシャムシ・アダド4世によってその座を追われた。

## 来歴
『コルサバド王名表』（アッシリア王名表のバージョンの1つ）にはエリバ・アダド2世をイラ・カブカブの息子であると誤記されている。イラ・カブカブは前18世紀の王シャムシ・アダド1世の父である。
2年間という短期間の治世にも関わらず、碑文断片 が複数残されている。その中でエリバ・アダド2世は自身の支配がアラム人にまで及ぶことを主張し、広範囲における凛々たる軍事遠征を列挙している。そしてティグラト・ピレセル1世（トゥクルティ・アピル・エシャラ1世）を模倣して「四方世界の王」を自身の称号とした。また、Stelenreihe（row of stelae）にあるアッシュルの記念碑の1つ（No. 27）は彼に属するもので、簡潔に「エリバ・アダド、世界の王」と刻まれている。
エリバ・アダド2世はアッシュル神の神殿é.ḫur.sağ.kur.kur.ra（大地の山の家）の内陣の修復者の一人として、彼の碑文の1つで記念されている。ある断片的な文学テキストには彼の治世の日付がある。『対照王名表（The Synchronistic Kinglist）』にも彼の名前があるが、対応するバビロン王の名前は判読不能である。前後の王から判断して、おそらくこの部位にはシンバル・シパク（シンマシュシフ）が記載されていたのであろう。しかし、アッシリアの「暗黒時代」についてのこの年代記の記録は編年的に全く空想的なものであるように思われる。実際のところは、バビロン王（イシン第2王朝）アダド・アプラ・イディナが彼の同時代人であったであろう。アダド・アプラ・イディナはエリバ・アダド2世のおじシャムシ・アダド4世の政治的亡命を受け入れて保護し、その下で彼は軍備再編とクーデターを計画した。エリバ・アダド2世の父アッシュル・ベル・カラはアダド・アプラ・イディナの娘と結婚していたが、エリバ・アダド2世の母親がこの娘であったならば、エリバ・アダド2世はアダド・アプラ・イディナの孫である。しかし、アダド・アプラ・イディナが自分の孫を追放するための取り組みに加担したとは考え難いため、エリバ・アダド2世は別の王妃の子であり、アダド・アプラ・イディナはアッシリアにおける過去の政治的事件によって態度を変化させたのであろう。
エリバ・アダド2世の治世はシャムシ・アダド4世が「[カルドニ]アシュ（バビロニア）に行った時に終わった。彼は[アッシュル・ベル・カ]ラの子エリバ・アダドを王座から追い払った。」とされている。

## 記録
1. ↑  SDAS Kinglist, iii 31.
2. ↑  Nassouhi Kinglist, iv 12.
3. ↑  Khorsabad Kinglist, iii 45,
4. ↑  Clay cone fragment from Nineveh BM 123467, 6 lines.
5. ↑  Part of a clay tablet Rm-II.261 (RIMA 2 A.0.90.1), 7.
6. ↑  K.2693 Part of a clay tablet, with holes, 13 + 5 lines (RIMA 2 A.0.90.1).
7. ↑  Literary text, BM 98941.